# Cistus populifolius
Cistus populifolius, jara cervuna o jara macho es un especie fanerógama perteneciente a las familias Cistaceae. 

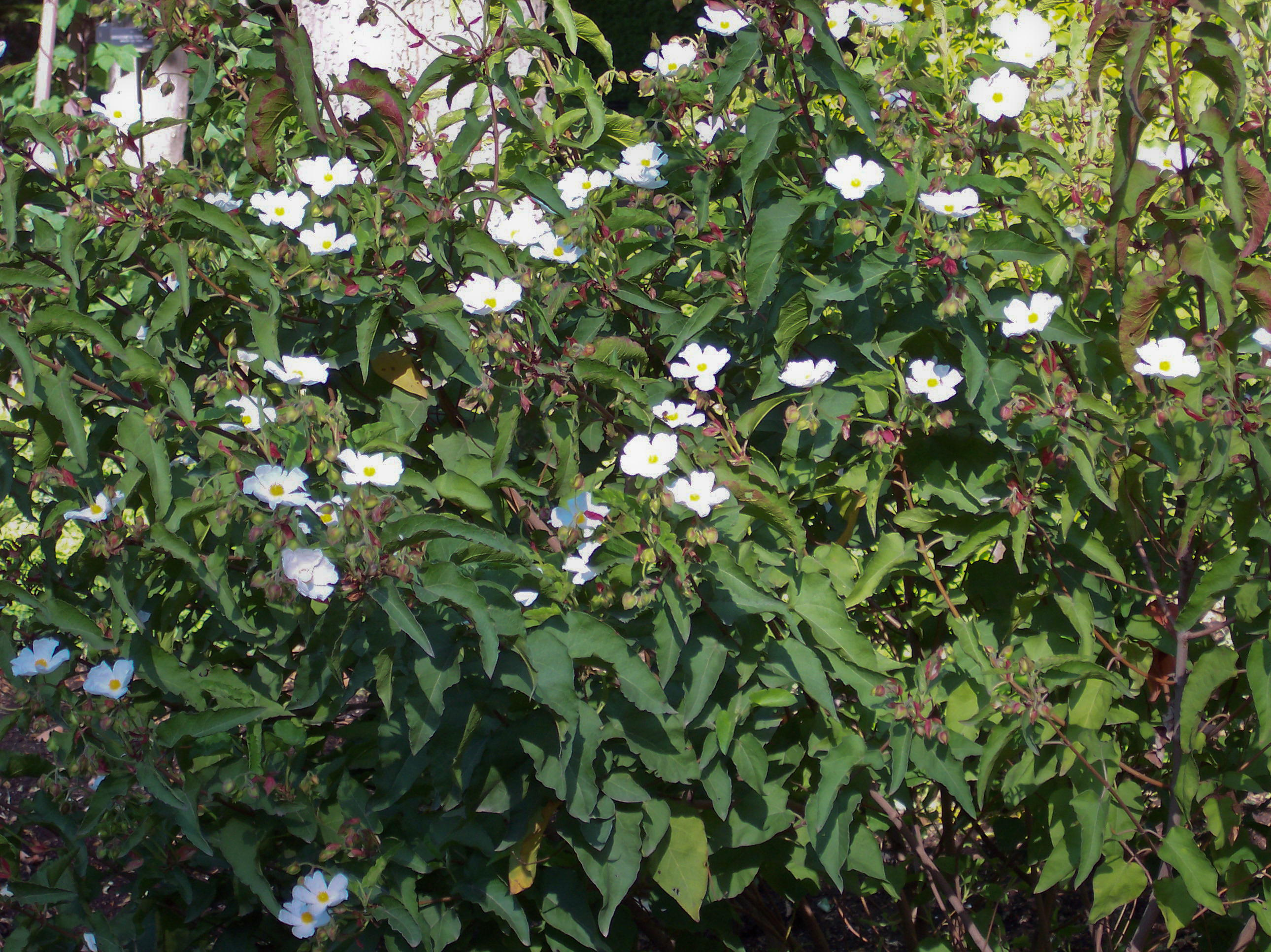

## Descripción
Es una planta del mismo tamaño que Cistus laurifolius, habita en los mismos lugares que Cistus ladanifer ocupando los lugares más umbríos (por ser especie menos heliófila) y más frescos. Sus hojas son simples, opuestas, largamente pecioladas, estrechadas en la punta y acorazonadas en la base, de manera que se pueden asemejar a las del álamo (Populus spp.). Las flores nacen en largos pedúnculos en forma de corimbos y son blancas y muy vistosas por lo que, a veces se cultiva esta como planta ornamental.

## Taxonomía
Cistus populifolius fue descrita por Carlos Linneo y publicado en Species Plantarum 1: 523. 1753.
Etimología
Cistus: nombre genérico que deriva del griego kisthós latinizado cisthos = nombre dado a diversas especies del género Cistus L. Algunos autores pretenden relacionarla, por la forma de sus frutos, con la palabra griega kístē = "caja, cesta".
populifolius: epíteto latino que significa " con hojas como las del género Populus".
Sinonimia
- Cistus cordifolius Mill.
- Cistus latifolius Sweet
- Cistus populifolius [ß] marianus Willk.
- Cistus populifolius [a] psilocalyx Willk.
- Cistus populifolius [alfa] narbonensis Willk.
- Cistus populifolius [b.] lasiocalyx Willk.
- Cistus populifolius f. marianus (Willk.) Grosser in Engl.
- Cistus populifolius f. narbonensis (Willk.) Grosser in Engl.
- Cistus populifolius subsp. major (Dunal) Heywood
- Cistus populifolius L. subsp. populifolius L.
- Cistus populifolius var. celtibericus Pau
- Cistus populifolius var. major Dunal in DC.
- Cistus populifolius var. minor Dunal in DC.
- Cistus populifolius L.
- Ledonia populifolia var. cordifolia Spach
- Ledonia populifolia var. longifolia Spach
- Ledonia populifolia (L.) Spach
- Libanotis populifolius (L.) Raf.[4]

## Nombres comunes
- Castellano: estepa, estevâo, estrepa, hojaranzo, jara, jara blanca, jara cerval, jara cervuna, jara con hoja de laurel, jara estepa, jara-estepa, jara jaguana, jara jarguna, jara-jarguna, jara macho, jaranzo, jarón, jogarzo, juagarzo, ogarzo, ojaranzo.[5]